# Tapeina paulista
Tapeina paulista är en skalbaggsart som beskrevs av Luciane Marinoni 1972. Tapeina paulista ingår i släktet Tapeina och familjen långhorningar. Inga underarter finns listade i Catalogue of Life.